# New Forest Coven
Der New Forest Coven war ein Coven, eine Gruppe von Hexen und später Wiccas, welcher sich im Gebiet des New Forest in Südengland bis ins 20. Jahrhundert traf. Laut eigenen Angaben wurde der britische Okkultist Gerald Gardner im September 1939 in den Coven initiiert. Er nutzte die Traditionen des Coven, um nach Abschaffung des Verbots der Hexerei in England im Jahre 1951 die Öffentlichkeit über das Hexentum zu informieren, und formte dabei eine neue Bewegung, die später als Gardenisches Wicca den Grundstein für das moderne Hexentum und das Bekanntwerden von Wicca legte. In seinen Büchern Witchcraft Today (1954) und The Meaning of Witchcraft (1959) berichtete Gardner über einige Erfahrungen, die er im Coven sammeln konnte, ging aber nicht genauer auf bestimmte Dinge ein, um nach eigener Aussage die Privatsphäre der Mitglieder zu respektieren. Der britische Autor George Fracis King äußerte später in einem Interview, dass Gardner in den Coven initiiert wurde und King selbst schon Mitglieder des Coven kennengelernt hat.
Laut den Aussagen von Gardner verfolgte der Coven dieselben Traditionen, die auch er in seinen Büchern über Gardenisches Wicca beschrieb. Der Coven verfolgte Glaubensgrundsätze des regional geprägten Hexentums aus Südengland, welches aus heidnischen Traditionen Westeuropas entstand.
Die Historiker Aidan Kelly und Leo Ruickbie warfen Gardner später vor, dass er den Coven nur erfunden hätte, um seine Version des Wicca für die breite Masse interessanter zu machen. Die Historiker Ronald Hutton und Philip Heselton kommen aber zu dem Schluss, dass der Coven existiert hat, und ordnen Personen wie Dorothy Clutterbuck dem New Forest Coven zu.

## Geschichte

### Entstehung des Coven
Gerald Gardner selbst behauptete, dass der Coven ein Überbleibsel aus der Zeit der frühen Hexenverfolgung sei, was jedoch aller Wahrscheinlichkeit nach nicht der Wahrheit entspricht. Geschichtswissenschaftler, wie Margaret Murray und Ronald Hutton gehen davon aus, dass der Coven zwar aus dieser Zeit stammen könnte, jedoch wahrscheinlich seinen Ursprung im 19. Jahrhundert hatte. Als am wahrscheinlichsten gilt die These, dass der Coven von George Pickingill gegründet wurde. Dieser gründete im Verlauf des 19. bis zum Beginn des 20. Jahrhunderts mehrere Coven und setzte für deren Kontrolle jeweils eine Hohepriesterin ein. Es ist sehr wahrscheinlich, dass es sich beim New Forest Coven um einen dieser Coven handelt und Pickingill Dorothy Clutterbuck als Hohepriesterin einsetzte.

### Einfluss von Gerald Gardner
Laut seinen eigenen Angaben kam Gardner nach seinem Umzug nach Christchurch zu Beginn des Jahres 1939 in Kontakt mit dem Rosenkreuzerorden Crotona Fellowship, welcher ihm jedoch zu autoritär war. Gardner beschuldigte den Leiter des Ordens über nicht hinreichendes Wissen auf dem Gebiet der Theologie zu verfügen. Nach dem Streit mit dem Leiter des Ordens wurde Gardner von zwei ehemaligen Mitgliedern des Ordens aufgesucht, welche von Historikern später als die Geschwister Ernest und Susie Mason identifiziert wurden. Sie waren ebenso wie Gardner erst vor kurzem in den Süden von England gezogen, waren aber mit einem Coven vertraut, bei welchem es sich um den New Forst Coven handeln sollte.
Gardner beschrieb die Geschwister später wie folgt: „Sie schienen eher von Anderen eingeschüchtert zu sein und blieben eher bei sich selbst. Dennoch waren sie die interessantesten Personen. Im Gegensatz zu den Anderen hinterfragten sie die Lehren des Leiters und besaßen großes Wissen. [...]“ Die Geschwister machten Gardner mit Dorothy Clutterbuck bekannt, welche ihn einige Monate später, im September 1939, in den Coven initiierte.
Nachdem Gardner in den New Forest Coven initiiert wurde, begann er die Traditionen des Coven schriftlich festzuhalten. Er hatte das Ziel, das Hexentum zu verbreiten, und schuf unter der Bezeichnung Wica, welche später zu Wicca abgewandelt wurde, einen neuen Begriff, um die Traditionen des Hexentums aus Südengland zu vereinen und in eine Religion umzuwandeln. Im Jahre 1946 zog er nach London um, wo er beschloss die Aufklärung über das Hexentum und die Verbreitung des Wicca zu seiner Lebensaufgabe zu machen.

#### High Magic’s Aid
Unter dem Titel High Magic’s Aid erschien 1949 Gardners erstes Buch über das Hexentum. Da Hexerei zu diesem Zeitpunkt in England noch unter Strafe stand, veröffentlichte Gardner sein Buch nicht als Sachbuch, sondern tarnte es als Fantasyroman. In diesem Buch schrieb Gardner eine fiktionale Geschichte über Olaf, Jan und Thur, welche sich gemeinsam auf die Suche nach den alten Bräuchen begeben. In Verlauf des Buches treffen die drei Hauptpersonen zuerst auf eine einzelne Hexe, später auf einen Coven. Viele Rituale des New Forest Coven werden in dem Buch beschrieben, so beispielsweise die Initiation bereits im ersten Kapitel. Gardner hinterließ viele Hinweise darauf, dass es sich nicht wirklich um einen Roman handelt, denn schließlich wollte er ja, dass der Leser dies herausfindet.

#### Witchcraft Today
1954 erschien das Buch Witchcraft Today, in welchem Gardner, da das Verbot der Hexerei aufgehoben wurde, zum ersten Mal offen über das Hexentum sprach. In diesem Sachbuch schreibt Gardner im ersten Teil über die Geschichte des Hexentums und berichtet im zweiten Teil von seinen persönlichen Erfahrungen im New Forest Coven. Witchcraft Today war das erste erfolgreiche Sachbuch über das Hexentum im 20. Jahrhundert.

## Bekannte Mitglieder des Coven

### Die Mason Geschwister
Nach den Forschungen von Heselton lebte die Familie Mason zum Zeitpunkt der Initiation Gardners bereits seit über 150 Jahren in Southampton. Heslton interviewte einen ehemaligen Nachbarn der Familie, der sie einfach nur als eine „Hexenfamilie“ beschrieb. Der Vater der Mason Geschwister, George Miles Mason, baute in Southampton eine Versammlungshalle, welche von verschiedenen Gruppen als religiöser Treffpunkt genutzt wurde.

### Old Dorothy Clutterbuck
Dorothy Clutterbuck war eine wohlhabende Dame, die um die 1930er Jahre, bis zu ihrem Tod im Jahre 1951 in der Nähe des New Forest lebte.
Zeit ihres Lebens war sie überzeugte Christin und hat sich auch nie selbst als Hexe, oder Wicca bezeichnet, weshalb immer noch berechtigte Zweifel daran bestehen, ob sie wirklich Teil des Coven war. Nach dem aktuellen Wissensstand der Historiker ist aber davon auszugehen, dass sie wahrscheinlich wirklich die Hohepriesterin des Coven war. Es gibt viele Personen, die die Aussagen Gardners über die Funktion von Clutterbuck in dem Coven bestätigten. Auch ist bekannt, dass die Initiation von Gardner in einem ihrer Anwesen durchgeführt wurde und vermutlich gemeinsam mit einer weiteren Priesterin von ihr geleitet wurde.

### Edith Woodford-Grimes
Gardner gab zwar offen zu, dass Clutterbuck die Hohepriesterin des Coven war, wer aber mit ihr zusammen seine Initiation vornahm sagte er nie. Er nannte die Priesterin die ihn initiierte immer nur „Dafo“, oder „Daffo“. Außerdem gab er aber einige Details bekannt, wie zum Beispiel, dass die Priesterin Lehrerin für Musik und Grammatik war und eine Tochter hatte. Diese und andere Details brachten Historiker später zu dem Schluss, dass es sich bei „Daffo“ nur um Edith Woodford-Grimes handeln kann.
Bis 1937 lebte sie in derselben Straße, wie die Mason Geschwister. Gardner war ein Gast auf der Hochzeit ihrer Tochter und blieb nachweislich sein ganzes Leben lang ein enger Freund der Woodford-Grimes Familie.